# Friedrich Krupp
Friedrich Krupp (ur. 17 lipca 1787 w Essen, zm. 8 października 1826 w Essen) – niemiecki producent stali i założyciel przemysłowego imperium Friedrich Krupp AG znanego współcześnie pod nazwą ThyssenKrupp AG. Początkiem rodzinnego przedsiębiorstwa była założona w 1811 w Essen mała odlewnia stali. Jego syn Alfred zaczął wytwarzać tam pierwsze stalowe działa.